# Olivier Galland
Pour les articles homonymes, voir Galland.
Olivier Galland, né le 8 décembre 1951 est un sociologue, directeur de recherche au CNRS, directeur du GEMASS de l'université Paris-IV, le groupe d'étude des méthodes de l'analyse sociologique de la Sorbonne, et co-directeur de la Revue Française de sociologie. Il est aussi chercheur associé au Laboratoire de sociologie quantitative (CRESTINSEE). 

## Travaux
Il est spécialisé en sociologie des âges de la vie et générations (il a beaucoup travaillé sur la jeunesse, et son premier livre, Les jeunes, a été réédité quatre fois depuis sa parution en 1984, sous le titre nouveau de Sociologie de la jeunesse) et en sociologie des valeurs et des inégalités.

### Radicalité
Il dirige en 2018 avec Anne Muxel un ouvrage collectif intitulé La Tentation radicale. Enquête auprès des lycéens. Dans cet ouvrage, les auteurs analysent les résultats d’une enquête inédite sur la radicalité des jeunes, menée auprès de 7 000 lycéens de toutes origines sociales et culturelles, et de toutes confessions religieuses, avec cependant une surreprésentation de la religion musulmane, dont le rôle au sein de la radicalité est davantage étudié,. Selon lui, la perméabilité des jeunes musulmans aux idées radicales se constate scientifiquement. Il pointe notamment le traditionalisme des convictions religieuses de ces lycéens, ainsi que leur antilibéralisme. Il observe que « partout, les élèves musulmans sont plus radicaux religieusement que les autres. » Selon les résultats de cette étude, « les musulmans sont les jeunes les plus tolérants face à la violence religieuse ». Cette radicalité religieuse s'expliquerait moins par des facteurs économiques et sociaux que par ce qu'il nomme un « effet islam ». 
Olivier Galland considère également que nombre de sociologues occultent la dimension culturelle et religieuse de certains problèmes de société. Selon lui, la neutralité axiologique est « trop souvent oubliée ». Trop idéologique, une certaine sociologie « s’est appuyée trop exclusivement sur l’analyse des discriminations ».
Pour Julien Giry, docteur en Science politique, cet « ouvrage collectif réalisé dans un contexte difficile se révèle de bonne facture, fort utile et fourmillant de données à la fois quantitatives et qualitatives inédites et de première importance brossant un état des lieux très complet de la tolérance des lycéens face aux idées et comportements radicaux ». Il regrette toutefois que la radicalité politique n’ait pas été l’objet de croisements avec les variables religieuses et questionne l'une des conclusions du livre selon laquelle la radicalité religieuse et la radicalité politique concernent des segments différents de la jeunesse lycéenne.
A contrario, dans une tribune publiée dans Le Monde, le socio-démographe Patrick Simon considère que « La Tentation radicale construit un dossier à charge contre l’islam » et estime que l’enquête dirigée par Olivier Galland et Anne Muxel minore les discriminations dont sont victimes certains lycéens.

## Ouvrages
- avec Anne Muxel, La Tentation radicale. Enquête auprès des lycéens, 2018
- Sociologie des inégalités, copublié en 2018 avec Yannick Lemel[7].
- Sociologie de la jeunesse, publié en 2017 (6e édition, Armand Colin)[8].
- La machine à trier (avec Pierre Cahuc, Stéphane Carcillo, et André Zylberberg)
- Les Jeunes, publié en 2009 (Repères, La Découverte)[9].
- Valeurs et cultures en Europe, co-publié en 2007 avec Yannick Lemel (Repères, La Découverte)[10].
- Les jeunes européens et leurs valeurs, co-publié en 2005 avec Bernard Roudet (Recherches, La Découverte)[11].
- Les étudiants, co-publié en 1996 avec Marco Oberti (Repères, La Découverte).